# Distrito de Olpe
El Distrito de Olpe (en alemán: Kreis Olpe) es un distrito de Alemania que se encuentra en el sur del estado federal de Renania del Norte-Westfalia. Pertenece a la región de Arnsberg y la capital es la ciudad de Olpe.

## Geografía
El distrito pertenece geográficamente a la región montañosa del Sauerland. El distrito de Olpe limita al noroeste con el distrito de La Marck, al noreste con distrito de Hochsauerland, al sudeste con el distrito de Siegen-Wittgenstein, al sur limita con el distrito de Altenkirchen y al oeste con el distrito del Alto Berg.

## Historia
El distrito fue creado en el año 1817 como Bilsteiner Kreis, en 1819 se le asignó como capital la ciudad de Olpe. Durante la reorganización de los distritos del año 1969 algunos municipios se asociaron hasta formar la composición actual.

## Composición del distrito
| Ciudad 1. Attendorn (24.775) 2. Drolshagen (12.381) 3. Lennestadt, ciudad mediana (27.901) 4. Olpe, ciudad mediana (25.628) | Gemeinden 1. Finnentrop (18.418) 2. Kirchhundem (13.026) 3. Wenden (19.926) |

(Censo de Habitantes a 30 de junio de 2005)